# أرماندو ريفيرو (لاعب كرة قاعدة)
أرماندو ريفيرو هو لاعب كرة قاعدة كوبي، ولد في 1 مارس 1988 في هافانا في كوبا.

## وصلات خارجية
- أرماندو ريفيرو على موقعبيزبول رفرنس.كوم (الدوري الثانوي) (الإنجليزية)